# Queen's Theatre, Melbourne
Queen's Theatre, Melbourne är en teater i Melbourne i Australien, grundad 1845 och stängd 1922. Det var den första teatern i Melbourne. 